# Kovács Annamária (operaénekes)
Kovács Annamária (1962) magyar opera-énekesnő (alt).

## Életpályája
Korán megtanult zongorán és klarinéton játszani, majd a pécsi Zeneművészeti Szakiskolában énekelni tanult. Előadóművészi és énektanári diplomáját a budapesti Liszt Ferenc Zeneakadémián szerezte. Ezt követően az opera-tanszakon tett diplomavizsgával felvételt nyert a Magyar Állami Operaházba 1990-ben. 1998-ban Székely Mihály-emlékplakettel tüntették ki. Egyik legnagyobb sikerét Ligeti György hazai bemutatóján aratta (Le Grand Macabre).

## Főbb szerepei
- Csajkovszkij: Anyegin – Filipjevna
- Bartók Béla: A kékszakállú herceg vára – Judit
- Bizet: Carmen – Carmen
- Dargay Marcell: Hálátlan dögök — Gát Lilla
- Farkas Ferenc: Egy úr Velencéből — 2. álarcos
- Fekete Gyula: Excelsior! — Gustav von Hohenlohe kardinális
- Händel: Xerxes – Amasztrisz
- Kacsóh Pongrác: János vitéz — Iluska mostohája
- Kodály: Székely fonó – Háziasszony; Szomszédasszony
- Kodály: Háry János - Örzse
- Mascagni: Parasztbecsület — Lucia
- Strauss: Elektra – Klytaemnestra
- Szokolay Sándor: Vérnász — Az anya; Halál
- Verdi: Az álarcosbál – Ulrika
- Verdi: Rigoletto – Maddalena
- Wagner: A bolygó hollandi — Mary
- Wagner: A Rajna kincse – Erda
- Wagner: Siegfried – Erda
- Wagner: Az istenek alkonya – Waltraute
- Weil: Mahagonny városának tündöklése és bukása – Özvegy Begbickné